# Chiese rupestri di Matera
Le chiese rupestri del territorio di Matera, fondate principalmente nell'Alto Medioevo, sono edifici scavati nella roccia. 
Inizialmente nate come strutture religiose, nel corso del tempo hanno subito diverse trasformazioni d'uso, diventando abitazioni o ricoveri per animali.
Sono un'importante testimonianza della presenza di comunità di monaci benedettini, longobardi e bizantini.
Talune chiese, inoltre, pur nella sostanziale impostazione latina, presentano elementi bizantini, o viceversa, chiese architettonicamente greche hanno spazi liturgici di tipo latino. Le chiese rupestri contengono spesso affreschi ed elementi scultorei, che, oltre alla funzione decorativa, inducevano alla contemplazione e alla preghiera.
Nel Medioevo piccole comunità di laici e monaci immigrati dalle zone della Cappadocia, Armenia, Siria ed Asia Minore, dopo aver perso le possibilità di culto, si rifugiarono in queste grotte che diventarono luoghi di preghiera decorati con affreschi bizantini, arricchendo di arte e cultura orientale l'intero comprensorio.

## Elenco
- San Leonardo
- San Giacomo
- Cappuccino Vecchio
- Santa Cesarea
- San Giovanni in Monterrone

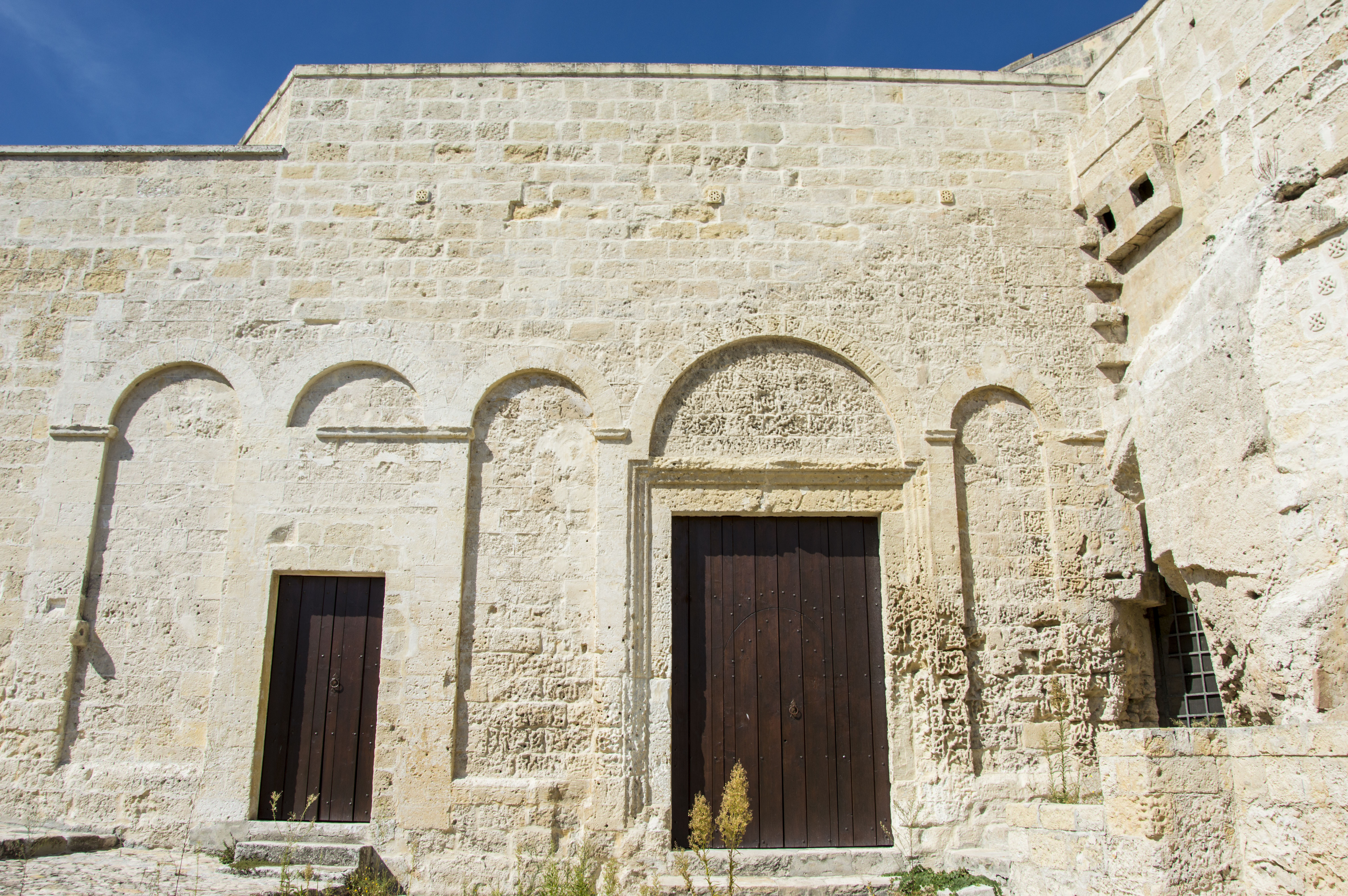
Santa Maria de Armeniis

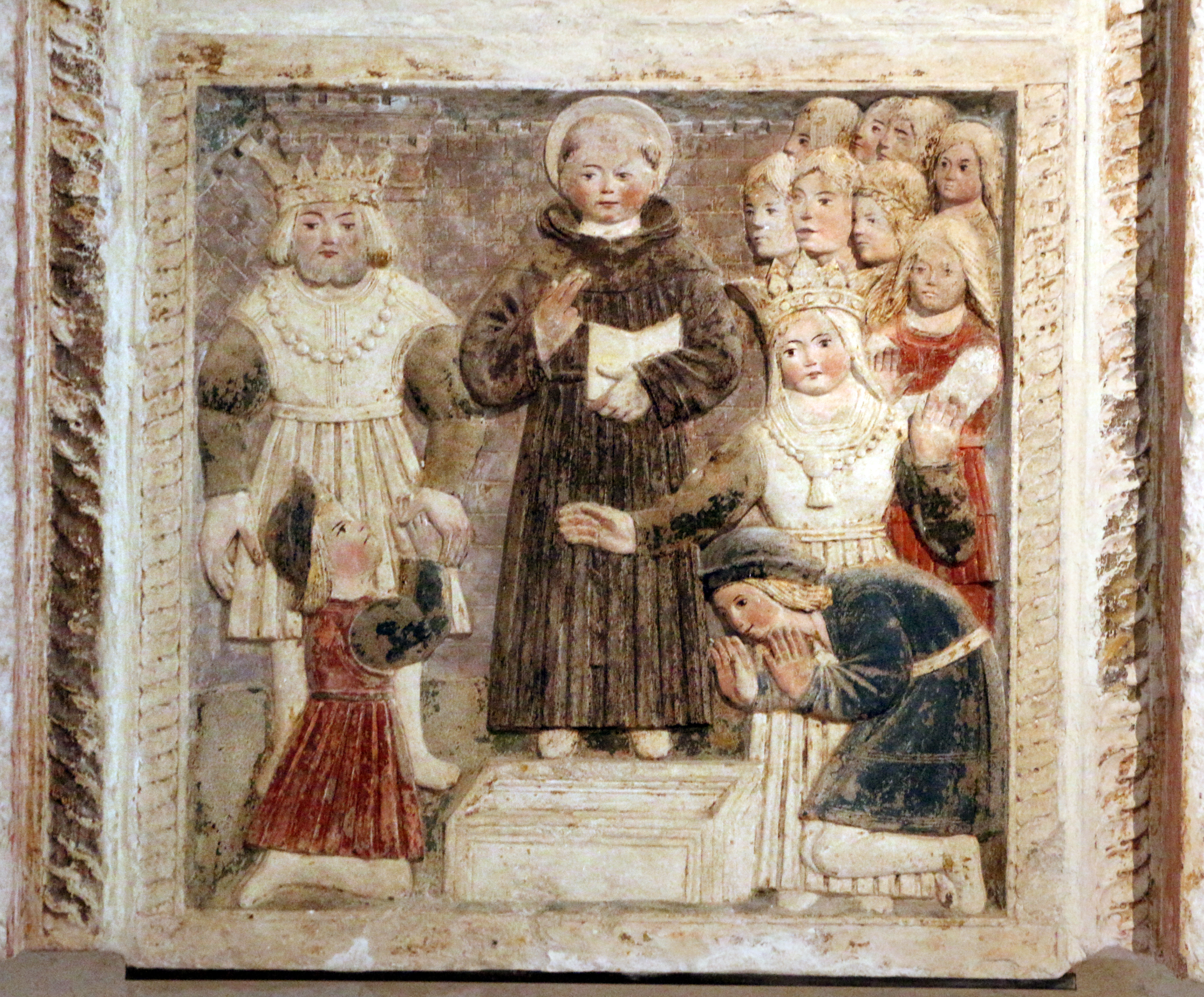
San Pietro Caveoso, altare di sant'Antonio (1531)

Santa Lucia alle Malve, Deposizione, san Nicola, e incoronazione della Vergine e santi (XIV secolo)

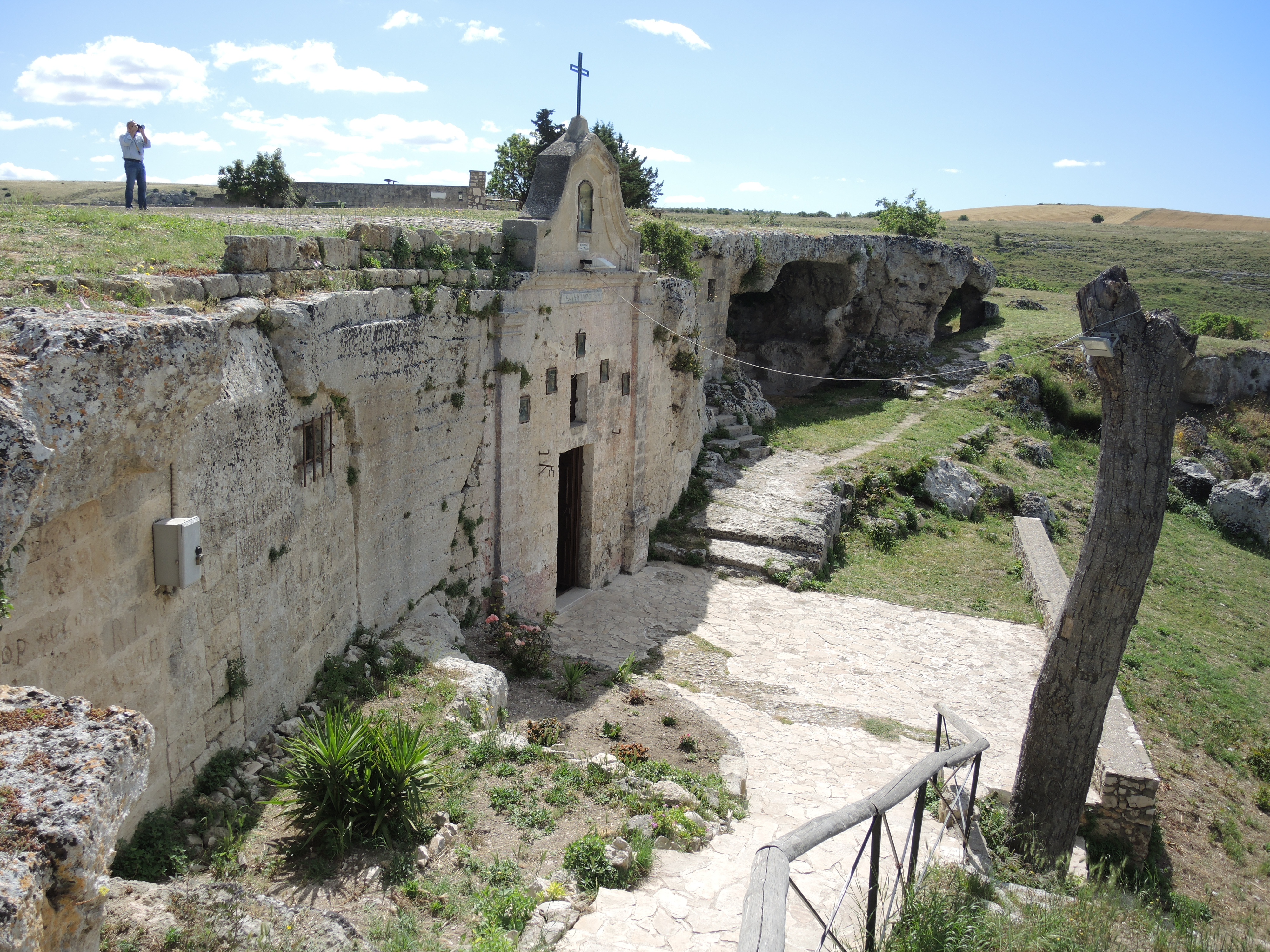
Chiesa della Madonna delle Vergini

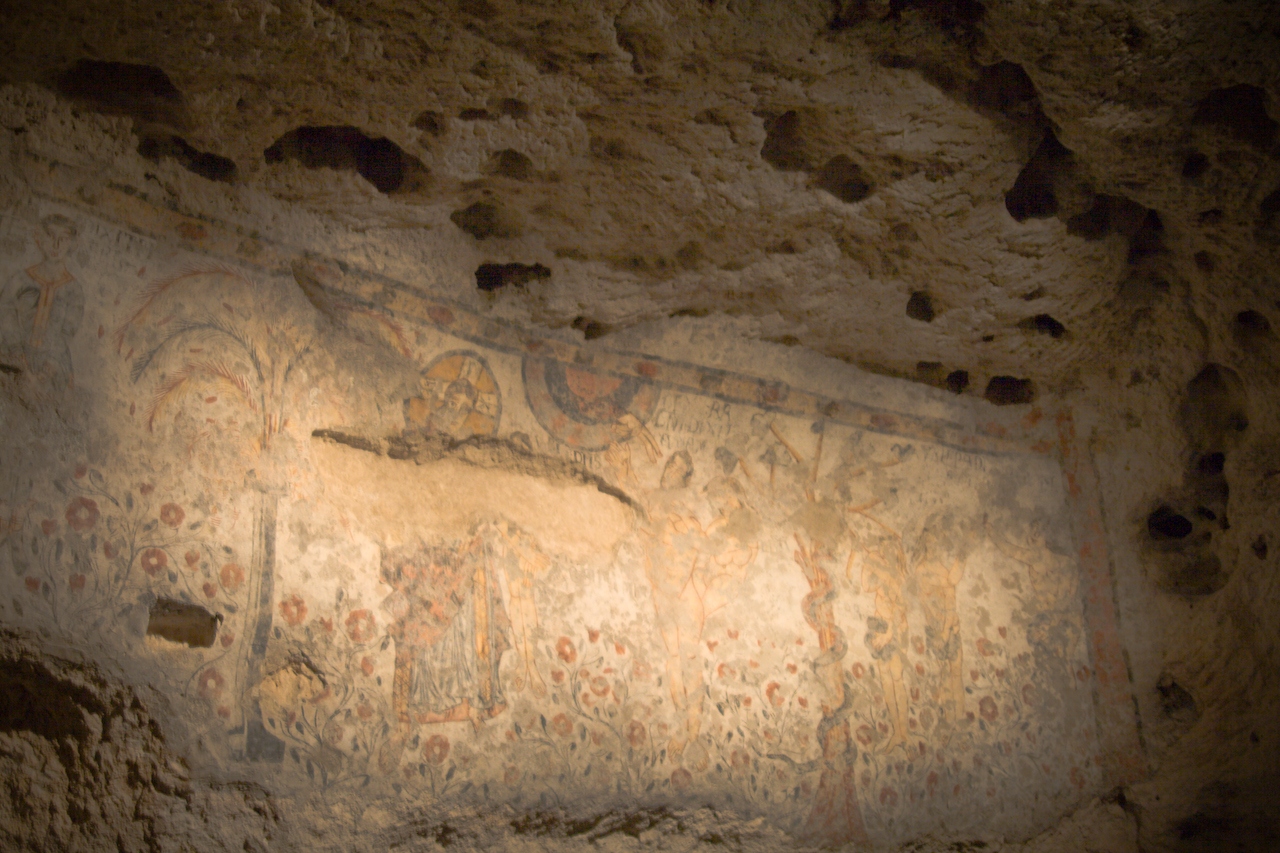
Affreschi nella Cripta del Peccato originale

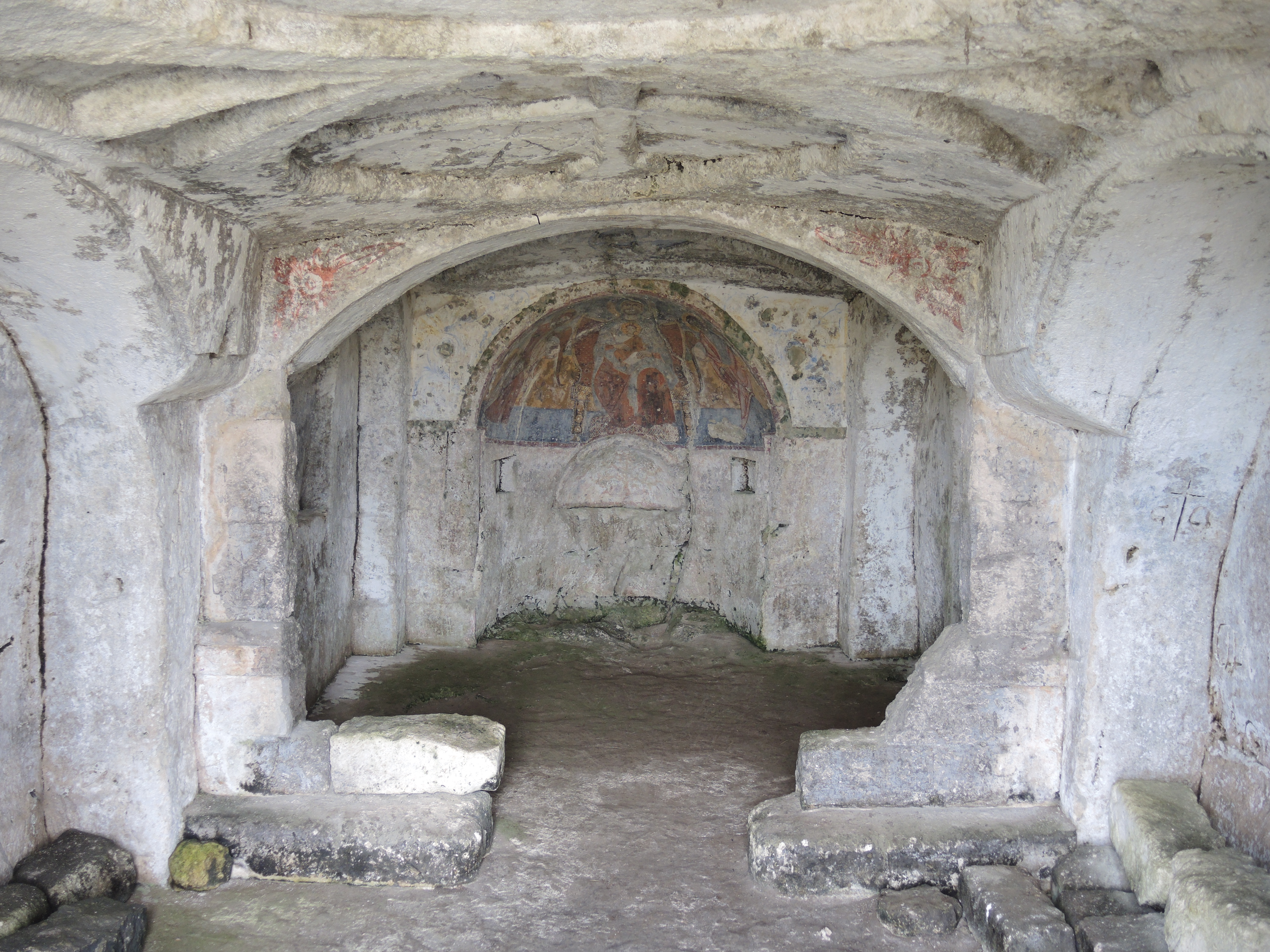
Chiesa della Madonna della Croce

- San Lupo al Guirro o Crocifisso al Guirro
- Madonna degli Angeli
- Santa Maria de Olivara o San Nicola all'Annunziata
- Cripta del Cristo
- Madonna delle Grazie
- Madonna del Giglio
- San Martino dei Lombardi
- San Nicola de Cupa
- San Rocco
- San Pietro de Morrone già San Potito
- Sant'Agostino al Casalnuovo
- San Michele di Serra Sant'Angelo
- San Nicola al Saraceno
- Sant'Agnese
- Cappella di Sant'Andrea ' Masseria Irene
- Cripta dei Grottini
- Santi Simeone e Giuda
- San Benedetto alla Civita
- Santa Maria de Armenis
- Cappella di San Giovanni da Matera
- Santa Maria della Palomba
- Beata Maria Vergine dei Derelitti
- San Pietro Barisano
- Inedita Rione Casalnuovo
- Cappella di San Biagio già San Vito alla Murgia
- Torre della Fontana
- Santi Pietro e Paolo
- Sant'Angelo della Mensa
- Santissimo Crocifisso a Scattolino
- Cripta del Vitisciulo
- Santissimo Crocifisso della Gravinella
- Grotta Funeraria
- Asceterio di Murgia Timone o di San Lupo
- Cappella di Masseria Brucoli
- Crocifisso Vecchio
- Oratorio dell'Ofra
- Santo Stefano al Cinto
- Cripta delle Tre Croci
- Inedita vicino a San Paolo
- Santa Lucia alle Malve
- San Guglielmo
- San Placido
- Cappella di Acito San Campo
- Cripta della Scaletta
- San Nicola dei Greci
- San Giacomo
- San Lorenzo dei Lombardi
- Cripta di Serritella
- San Pellegrino
- Santa Maria La Vetera
- San Giorgio a Trasano
- Inedita sotto Santa Maria
- Grotta del Brigante Padovani
- Madonna dell'Abbondanza
- Santa Lucia al Bradano o San Gennaro al Bradano
- Santa Maria degli Almari
- Asceterio San Campo
- Oratorio dell'Agna
- Sant'Agostino
- San Nicola del Sole
- San Leucio
- San Nicola a Chiancalata
- San Giovanni Vecchio
- San Paolo
- Cripta degli Evangelisti
- Madonna De Idris
- San Francesco a Chiancalata
- Santa Barbara
- Santuario della Madonna della Murgia o Madonna della Loe
- Convicinio di Sant'Antonio
  - Sant'Antonio Abate
  - San Donato
  - Santa Maria Annunziata
  - San Primo
- Cappella di San Pietro in Principibus
- Inedita in Via Sant'Agostino
- Inedita in Via Sant'Agostino
- Cripta della Civita
- San Pietro alla Civita
- San Clemente
- Santuario della Madonna delle Tre Porte
- San Nicola al Seminario
- Cappella dello Spirito Santo
- Cappella di Sant'Antuono delli Appisi
- Madonna di Monteverde
- Villaggio di Trasano
- Annunziata alla Stradella
- Madonna delle Vergini
- San Biagio
- San Michele all'Ofra
- San Bartolomeo
- Cappella di San Nicola all'Ofra
- Santa Maria della Valle Verde
- Madonna della Rena
- Santa Croce
- Sant'Angelo de Civita
- Madonna delle Virtù
- Santuario di Larienzo
- Chiesa degli Artisti o Cristo Flagellato
- Cappella di Monsignor de Querquis
- Cripta del Pantano
- Cappella di Sant'Andrea
- Chiesa di San Falcione
- San Vito dei Lombardi
- San Pietro in Monterrone
- Santo Stefano di Pandona
- San Biagio
- Cripta di Pandona
- Grotta del Sole
- Asceterio di Sant'Agnese o di Santa Maria dell'Arco
- Sant'Eustachio de Posterga
- Santa Maria del Vitisciulo già San Luca alla Selva
- San Pietro al Bracciolo
- Chiesa di Cristo Docente
- Inedita all'Idris
- Santa Lucia alla Gravina o Santo Stasio alla Gravina
- Santa Maria della Verdesca
- Cripta Triabsidata
- Inedita alla cava di San Pietro Barisano
- Santi Cosma e Damiano
- Cristo la Selva
- San Marco in Platea
- San Nicola al Birmigiglio
- San Pietro in Lama
- Santo Spirito
- Santissimo Crocifisso a Chiancalata
- Mater Domini
- Cripta del Canarino
- San Domenico
- Cappella di Sant'Elia
- Cappella di Cozzo Sant'Angelo
- Cappella della Madonna della Croce
- Cripta del Peccato Originale
- San Martino
- San Giacinto
- Cappella di S.M. Lamacacchiola
- Cappuccino Nuovo
- Cripta del Falco
- Chiesa del Casale del Cristo
- San Gregorio
- San Lazzaro
- Cristo alla Gravinella
- Madonna della Quartarella
- Palomba due
- Palomba tre
- Madonna della Scordata
- San Liborio
- Asceterio della Loe
- San Pietro di Guirro
- Sant'Eligio
- Tempe Cadute
- Purgatorio Vecchio
- Santa Lucia alla Civita
- Chiesa della Santissima Trinità
- San Cataldo dei Lombardi
- San Marco alle Beccherie
- Santa Sofia
- San Marco alla civita
- Sant'Andrea alla civita
- Sant'Andrea a Casalnuovo
- Santi Crisanto e Dario
- San Marco a Casalnuovo
- Santa Maria de Donnando
- Madonna della Catena